# Мехмед Шукри-паша
Мехмед Шукри-паша (тур. Mehmed Şükrü Paşa) био је официр Отоманске султанове војске, војсковођа, најпознатији по томе што је турску војску предводио у периоду опсаде Једрена (1912-1913. године), једне од најважнијих битака Првог балканског рата.

## Биографија
Мехмед Шукри-паша ступа у војну службу Османске војске 1879. године, као артиљеријски лајтнант. После периода обуке у Француској и војне службе у Немачкој, брзо се издиже у хијерархији османске армије достигавши чин бригадног генерала са 36 година старости (1893. године). У исто време и сам помаже у едукацији других младих официра предајући математику и балистику на Војној академији у Цариграду.
У августу 1903. године Мехмед Шукри-паша предводио је аскере Једренског вилајета, који су жестоко потукли устанике у Преображенском устанку, на подручју Странџе.
Крајем септембра 1912. године, неколико дана пред избијање рата са земљама Балканског савеза, Шукри-паша је именован за команданта Једрена, на челу корпуса састављеног од 60 хиљада војника. Месец дана касније, као резултат пораза Источне армије у Лозенградској операцији и Лилебургаско-Бунархисарској операцији, град је освојен од стране здружене српско-бугарске војске. Под командом Шукри-паше гарнизон врши неколико напада и продужава борбу до краја јануара 1913. године. Потпуна капитулација наступа 13. марта, услед коначног пробоја бугарске војске на источни сектор утврђења. На његов лични захтев да се преда команданту српске војске Степи Степановићу, заробљен је од стране команданта 20. пешадијског пука, мајора Милована Гавриловића.
Пад Једрена био је крај војне каријере Шукри-паше. После кратке паузе, у време када је био ратни заробљеник у Софији, одлази у Цариград и напушта активну војну службу.
1998. године у Једрену је откривен споменик, а две године касније и музеј сећања на Балканске ратове са статуом Шукри-паше.